# Explorer++
Explorer++(日: エクスプローラープラスプラス)はWindowsで動作する自由ソフトウェアのファイルマネージャーである。
Explorer++は、標準のファイルマネージャーとして、Explorerを置き換えられる。

## 詳細
Explorer++は、ディレクトリ(フォルダー)毎のタブブラウジング可能なペインド·ウィンドウ自由に分割配置できることを始めとして、下記に列挙するような特徴を有する。
- レジストリか設定ファイル(ポータブルに実行する)のどちら使用するかを選択できる
- 複数のフォルダーを容易に管理できるタブブラウジング
- 選択されたファイルのプレビューを映すディスプレイウィンドウ
- 素早い操作に必要なショートカットキーが覚え易い
- カスタマイズ可能なユーザーインターフェイス
- 他のアプリケーションソフトウェア(Explorerを含む)とのドラッグ·アンド·ドロップの完全なサポート
- 結合や分割のような高度なファイル操作
- ファイルの日時や属性の変更
- ディレクトリ一覧の保存
- ツールバーにブックマーク・ドライブ・アプリケーションを配置できる
- 名前や属性を用いたファイルの検索
- 表示形式の切り替え(アイコン・一覧・詳細・サムネイル・タイル)
- ファイルのフィルタリング